# 張瑀庭
張瑀庭（1968年11月17日—），出生於台南，專業美食家，30年美食評論、評審經歷，擔任報社美食旅遊主任，及衛福部食安志工。受邀各大電視、新聞、報章雜誌專訪高達500則，旅遊行至40多個國家，為日式料理協會、國際頂級VIP管家協會、休閒旅遊協會榮譽理事和會員。著作涵蓋食安、健康養生、食譜、飲食文化等多元面向，著作共9本，出版作品有：《只吃好東西》、《只吃好東西2-好吃的理由》等等。
經營「京都」、「東京」、「澳門」、「中國江南」高端米其林美食康養旅遊行程規劃和隨團老師長達10年。專業為食品營養、觀光產品設計與營銷、西餐原理與實務、烹飪醫學菜單設計、餐旅管理、文創餐飲品牌經營整合營銷、米其林美食評鑒，並擁有廚師、品酒、品油、護理師、旅遊行程規劃師等多項執照。
畢業於輔仁大學餐旅EMBA、輔仁大學生活應用科學餐飲管理組、長庚科系大學護理系。

## 證照
- 中餐廚師執照
- 護理師執照
- 歐盟橄欖油品油師執照
- 旅遊行程規劃師執照
- 日本酒國際唎酒師執照
- 石川縣日本料理研修證書
- 日本東京Le Cordon Bleu（麵包烘焙）修業證書
- 法國Domaine de Boisbuchet cooking eating designing(食物設計)修業證書
- 國際禮儀研習會結業證書
- 國立高雄餐旅管理學院教師西餐烹飪結業證書

## 教學經歷
- 安徽池州學院旅遊歷史學院擔任教授職務(2019-2022年)
- 《創新科技大學》餐旅管理系助理教授    (2年)
- 《4F cooking home》烹飪老師
- 三立婆媳當家《好康報報-五分鐘上菜》來賓
- 《萬能科技大學》葡萄酒、養生料理課程講師（1年）
- 《瑞康屋》烹飪老師（1年）夏令營小廚師班
- 《聖心高中》餐飲科專任老師（1年）
- 《豫章高中》餐飲科兼課老師（2年）
- 《莊敬高中》餐飲科兼任老師（1年）

## 專業講師
- 2016聯合報文教基金會《東京山梨縣美食慢遊》講師
- 2016聯合報文教基金會《京都有馬溫泉冬季美食慢遊》講師
- 2015聯合報文教基金會《京都有馬溫泉冬季美食慢遊》講師
- 2015戀戀澳門跟著美食家張瑀庭＝澳門食在讚講師
- 2014聯合報文教基金會《美食品味》課程講師
- 2013聯合報文教基金會《京都美食之旅》講師
- 2012聯合報文教基金會《京都美食之旅》講師
- 2012年中華美食展健康蔬食館講師
- 2011年度新北市餐飲業衛生品質提升評鑑委員
- 2011年度觀光局一般旅館中階經理人教育訓練講師

## 擔任評審/評鑑
- 2016年《醬油評鑑專書-常常文化出版社》評審
- 2016年《華人健康日-野餐格子聚》野餐大賽評審
- 2016年《435板橋藝文特區「日光野餐達人」》野餐大賽評審
- 2015 年《美國家禽協會》烹飪大賽評審
- 2014台北美食展《創新美食大賞》評審
- 2014《眷村美食米其林大賞》評審
- 2014 年桃園縣政府《金牌好店》評審
- 2013年桃園縣政府《夜市小吃美食競賽》評審
- 2013年《基隆十大伴手禮》評審
- 2013年《聯合報端午節粽子》評審
- 2012年《安佳永紐烘焙大賽》第一屆評審
- 2011年《遠見雜誌》美食評鑑員
- 2011年《新北市衛生稽查員》

## 出版作品
| 年份       | 作品名稱                               | 出版社   |
| ---------- | -------------------------------------- | -------- |
| 2012/11/20 | 只吃好東西                             | 開企     |
| 2013/04/10 | 只吃好東西2：好吃的理由                | 開企     |
| 2014/09/23 | 張瑀庭上菜 狗狗健康手作料理            | 宏碩文化 |
| 2014/10/01 | 吃對很重要！教你辨識日常食物的42種方法 | 遠流     |

## 專欄
- 《商業周刊》「只吃好東西」
- 《商業周刊》「美食庭看廳」
- 《國語日報》「美食叭叭走」
- 《食尚玩家》超商當廚房
- 《爽報》專欄作家
- 《魅麗》雜誌有機生活專欄作家
- 香港《新假期》台灣伴手禮
- 長榮機上雜誌
- 《GQ COOLBIZ》專欄作家
- 《JTIME》專欄作家
- 于美人好站《只吃好東西》專欄作家
- 《GQ》國際中文版特約記者

## 媒體報導
| 新聞報導       | 新聞報導       | 新聞報導                                        |
| 刊出日期       | 新聞           | 新聞標題                                        |
| -------------- | -------------- | ----------------------------------------------- |
| 2011年11月15日 | 蘋果日報副刊   | 健康養生餐 簡單輕鬆烹                           |
| 2014年3月4日   | 中央日報       | 米其林2星6連霸主廚近藤文夫首次來台交流          |
| 2014年9月1日   | 中時電子報     | 桃園金牌好店30家餐廳得獎                        |
| 2014年9月30日  | 自由時報副刊   | 〈食安風暴追追追〉三明治 暗藏危機               |
| 2014年11月8日  | 自由時報電子報 | 超夯！整顆番茄燉飯在家自己做                    |
| 2014年11月17日 | 經濟日報       | 把客人當上帝，把員工當家人 海底撈超值服務打天下 |
| 2015年5月13日  | 蘋果日報       | 吃飯不做這5點 小心找到「地雷餐廳」              |
| 2015年10月6日  | 自由時報電子報 | 台北遇東方精緻料理                              |
| 2015年10月20日 | 財訊雙週刊     | 非吃不可的秋蟹 名廚與美食達人 提點年度絕美滋味  |
| 2015年10月29日 | 聯合新聞網     | 老饕規畫帶路京都溫泉美食慢遊                    |
| 2015年11月5日  | 聯合財經網     | 決戰美國雞芭達桑原住民餐廳勝出                  |
| 2015年12月24日 | 自由時報       | 美食家：熱炒店這5道菜我不點！                   |
| 2016年2月25日  | 聯合財經網     | 廣誠生技網路義賣開跑                            |
| 2016年5月4日   | 自由時報       | 台北 遇東方精緻料理                             |

## 電視新聞專訪
| 電視新聞專訪   | 電視新聞專訪    | 電視新聞專訪                                      |
| 播出日期       | 電視新聞        | 新聞標題                                          |
| -------------- | --------------- | ------------------------------------------------- |
| 2013年10月15日 | 中天電視台      | 橄欖油＋白醋DIY天然皮革保養液                     |
| 2013年10月17日 | 中天電視台      | 生吃保健還能卸妝橄欖油用途多                      |
| 2013年10月27日 | 東森電視台      | 初榨橄欖油只能涼拌 純橄欖油可炒                   |
| 2013年10月30日 | 中天電視台      | 鹼粉加速滷豬腳軟化 試紙檢測呈深綠                 |
| 2013年10月31日 | TVBS            | 標示不實≠有毒 專家：正確用油才健康                |
| 2013年10月31日 | 年代新聞        | 黑心油蔓延 專家:燃煙點可辨油好壞!                 |
| 2013年11月3日  | 中天新聞        | 自製沙茶醬                                        |
| 2013年11月9日  | 逍遙年代        | 養生料理                                          |
| 2013年12月8日  | 中天新聞        | 瓦斯價新高!用電作三餐月省600元                    |
| 2014年1月5日   | 年代新聞/壹電視 | 肉乾紅潤當心! 恐加色素.亞硝酸鹽                   |
| 2014年2月9日   | 中天新聞        | 剝蒜                                              |
| 2014年2月20日  | 壹電視          | 「天然ㄟ尚好」草莓冰「瘋」潮搶商機                |
| 2014年3月3日   | TVBS            | 米其林級天婦羅「薄」麵衣保濕鎖原味                |
| 2014年3月6日   | 東森新聞        | 哪來「無老婆婆」？美食作家張瑀庭踢爆無老鍋說謊    |
| 2014年3月13日  | TVBS            | 無老鍋又假？ 「冰淇淋豆腐」遭爆魚漿製             |
| 2014年3月14日  | 年代新聞        | 雞蛋料理                                          |
| 2014年3月14日  | 東森新聞        | 無老鍋豆腐騙很大 美食作家張瑀庭諷：別把餐飲當文創 |
| 2014年4月18日  | 非凡新聞        | 海鮮餐廳大揭密別迷信水族箱"尚青"                  |
| 2014年5月9日   | 中天新聞        | 檸檬汁不能喝溫的？看時辰喝？                      |
| 2014年5月12日  | 民視新聞        | 原物料飆漲 端午節粽子漲2成                        |
| 2014年5月18日  | 年代新聞        | 文華甜點                                          |
| 2014年7月1日   | 中天新聞        | 掌握味蕾衝突感 普通食物也有米其林FU               |
| 2014年7月4日   | 中天新聞        | 高溫36度！抗暑 DIY西瓜、芒果冰沙夯                |
| 2014年7月6日   | 中天新聞        | 鹽、冰 1：3比例！十分鐘DIY冰淇淋                  |
| 2014年7月19日  | 中天新聞        | 日本料理連鎖店來台                                |
| 2014年7月22日  | 非凡新聞        | 120元三菜一湯呷健康                               |
| 2014年7月26日  | 壹電視          | 都打平價美味 25年茶餐廳人潮滿滿                   |
| 2014年8月8日   | TVBS            | 無毒有機新契作 吃得保健最夯                       |
| 2014年8月10日  | TVBS            | 蝦餃、排骨、燒賣、鳳爪港點四大天王                |
| 2014年8月14日  | TVBS            | 快樂食物抗憂鬱 提升血清素驅煩惱                   |

## 廣播節目
- 中廣AM531《實在‧有味》單元主持《只吃好東西》
- 中廣《趙少康時間》特別來賓
- 中廣《快樂廚房》特別來賓
- 中廣《蔣公廚房》特別來賓
- 中廣黎明柔《人來瘋》特別來賓
- 中廣《范可欽的異想世界》特別來賓
- 中廣《吳淡如幸福好時光》特別來賓
- 飛碟《今天我尚青》特別來賓
- News98《週末薇薇安》特別來賓
- New98尹乃菁《今晚亮菁菁》特別來賓
- News98姚舜《超級玩樂大帝國》特別來賓
- News98陳鴻《亞洲美食王》特別來賓
- News98趙自強《九點強強滾》特別來賓

## 電視節目
- ELTA TV《美麗不妥協》特別來賓
- JET綜合台《新聞哇哇哇》特別來賓
- TVBS《地球黃金線》特別來賓
- 三立《女人好犀利》特別來賓
- 三立《婆媳當家》特別來賓
- 三立《養生我知道》特別來賓
- 三立《88健康有方》特別來賓
- 中天《新聞娛樂通》特別來賓
- 中天《大學生冰的啦》特別來賓
- 非凡《非凡好健康》特別來賓
- 年代《年代向錢看》特別來賓
- 年代東風《健康好生活》特別來賓
- 超視《金頭腦》特別來賓
- 超視《健康抱報》特別來賓
- 東森《57健康同學會》特別來賓
- 東森《嘗鮮Let’s go》特別來賓
- 東森《夢想街57號》特別來賓
- 東森《現在才知道》特別來賓
- 衛視中文台《真相hold 住》特別來賓
- 衛視中文台《hold 住婆媽大小事》特別來賓
- 壹電視《超級女生》特別來賓
- 壹電視《正晶限時批》特別來賓
- 人間衛視《生活快易通》特別來賓
- 台灣藝術台《健康看我》特別來賓

## 海外專訪報導
- 安徽牧牛湖大閘蟹直擊
- 澳門美食報導
- 沖繩美食報導
- 奧地利第六屆國際酒展報導
- 專訪美國加州酒莊
- 專訪加拿大農漁類產品
- 紐約甜點展報導
- 中國龍口農漁類產品考察
- 北京食尚餐飲報導
- 上海大閘蟹大追蹤
- 韓國大長今美食專訪
- 香港美食大賞專訪
- 印尼峇厘島美食旅遊專訪
- 廣州奇珍異味專題報導
- 泰國旅遊美食報導
- 關島美食旅遊報導
- 越南河內旅遊美食報導

## 外部連結
- 張瑀庭只吃好東西 臉書
- 張瑀庭只吃好多西部落格 （页面存档备份，存于）
- 《張瑀庭只吃好東西》商業週刊專欄部落格 （页面存档备份，存于）
- 博客來-書籍作者張瑀庭  （页面存档备份，存于）
- 桃園創新技術學院餐旅管理系本系成員

1. 1 2  . 遠見雜誌.   [2016-05-15]. （原始内容存档于2016-05-30）.
2. ↑  . （原始内容存档于2015-08-24）.
3. ↑  . 有．行旅 uTravel.   [2016-05-15]. （原始内容存档于2016-06-02）.